# Us Against the World (bài hát của Westlife)
"Us Against the World", một bài hát nguyên gốc của Westlife, là đĩa đơn thứ hai được phát hành từ album phòng thu thứ chín của nhóm Back Home ở cả hai nước Ireland và Liên hiệp Vương quốc Anh và Bắc Ireland. Điều này đã được khẳng định chính thức bởi thành viên Nicky Byrne trong một cuộc phỏng vấn X Factor và trên website chính thức của nhóm.
Bài hát này được sáng tác bởi Arnthor Birgisson, Rami Yacoub và Savan Kotecha, cũng là đồng tác giả của một bài hát khác trong Back Home như "Something Right", "The Easy Way" và "Pictures In My Head".

## Danh sách track

### CD1
1. Us Against The World (Single Mix)
2. Get Away (Exclusive B-Side)

### CD2
1. Us Against The World (Single Mix)
2. I'm Already There (Ashanti Boyz Remix)
3. Us Against The World (The Wideboys Remix) (Radio Edit)

### Video âm nhạc
Ban nhạc đưa ra thông báo chính thức về ngày bắt đầu quay video âm nhạc cho "Us Against the World" trên website chính thức của mình là ngày 4 tháng 12 năm 2007. Video đã được phát sóng từ ngày 14 tháng 2 trong khi đĩa đơn được phát hành chính thức ngày 3 tháng 3 năm 2008.
Video âm nhạc đã lọt vào MTV Asia Chart Attack Top 20 tại vị trí #16.

## Phát hành và xếp hạng
Trước khi được phát hành dạng đĩa, ca khúc đã tới được vị trí #40 trên UK Official Singles Chart và #27 trên Irish Singles Chart dựa trên số lượng download được. Cho đến ngày 3 tháng 3 năm 2008, khi nó được phát hành dạng đĩa, đĩa đơn đã leo đến vị trí #8 trên UK Singles Chart và #6 trên Irish Singles Chart. Đây là lần đầu tiên trong lịch sử của Westlife, một đĩa đơn của họ không lọt được vào top 5 ở Anh, và "Us Against The World" trở thành ca khúc đạt được thứ hạng thấp nhất của họ tính đến nay.
Một phiên bản trực tiếp của đĩa đơn cũng đã được phát hành dưới dạng download.
Nhiều fan hâm mộ đã đổ lỗi cho hãng thu âm Sony BMG vì đã phát hành download ca khúc trước 2 tuần so với ngày phát hành chính thức dạng đĩa, cũng như chọn nó để phát hành trong Back Home Tour. Một ca khúc trước đó của nhóm là "Bop Bop Baby" cũng đã được phát hành trong khi ban nhạc đang lưu diễn năm 2002, nhưng nó vẫn leo đến vị trí #5 ở Anh.
Ngày 5 tháng 4 năm 2008, bài hát đã quay trở lại UK Singles Chart tại #74, điều này được tin là do phần thể hiện ca khúc này của một thí sinh trong Britain's Got Talent.
| Bảng xếp hạng (2008) | Vị trí cao nhất |
| -------------------- | --------------- |
| Irish Singles Chart  | 6               |
| UK Singles Chart     | 8               |

Tuy nhiên, bài hát vẫn đạt được #1 trên một số bảng xếp hạng radio ở các nước Anh, Ireland, Việt Nam, Nam Phi và Philippines, #2 ở Thái Lan, #7 ở Indonesia, #20 ở Thụy Điển, #22 ở Nga.